# Deal (film)
Deal är en amerikansk film släppt 2008. Filmen handlar om Alex Stillman som tävlar i World Poker Tour. Den fick mycket dålig kritik, och drog in väldigt lite pengar med tanke på budgeten. Flera kända pokerspelare spelar sig själva i filmen.
Filmen spelades in i New Orleans.

## Rollista
- Bret Harrison som Alex Stillman
- Burt Reynolds som Tommy Vinson
- Shannon Elizabeth som Michelle
- Charles Durning som Charlie Adler
- Jennifer Tilly som Karen 'Razor' Jones
- Maria Mason som Helen Vinson
- Gary Grubbs som Mr. Stillman
- Caroline McKinley som Mrs. Stillman
- Brandon Olive som Ben Thomas
- Jon Eyez som Mike 'Double Diamond' Jackson
- J.D. Evermore som Tex Button
- Courtney Friel som sig själv
- Phil Laak som sig själv
- Antonio Esfandiari som sig själv
- Vincent Van Patten som sig själv
- Scott Lazar som sig själv
- Chris Moneymaker som sig själv
- Greg Raymer som sig själv
- Isabelle Mercier som sig själv
- Mike Sexton som sig själv